# Bicker (Adels- und Patriziergeschlecht)

Wappen der Familie Bicker

Das Adels- und Patriziergeschlecht Bicker, auch Bicker van Swieten und später Bicker-Caarten genannt, gehörte im Goldenen Zeitalter der Niederlande zu den einflussreichen Regentengeschlechtern Amsterdams, mit Einfluss auf die Regierung Hollands und der Republik der Vereinigten Niederlande.
Ihr Reichtum gründete sich auf Handelsgeschäfte, bei ihrem politischen Engagement standen sie zumeist den Oraniern entgegen. Die Familie – auch Bickerse league genannt – war einer der führenden republikanisches Kräfte, die einen Beendigung des Achtzigjährigen Krieges zwischen den Vereinigten Niederlanden und dem Königreich Spanien anstrebten. Dieser vollzog sich 1648 beim Frieden von Münster. 1650, am Höhepunkt ihrer Macht, wurden die führenden Protagonisten für kurze aus der Amsterdamer Stadtregierung ausgeschlossen. Danach konnte die Familie Bicker nicht mehr zu einem solchen gesellschaftspolitischen Einfluss gelangen, wurde aber 1815 mit dem Prädikat Jonkheer in den Neuen Niederländischen integriert. Die Familie Bicker ist die älteste noch existierende Patrizierfamilie Amsterdams.

## Geschichte
Die Stammreihe der Familie Bicker beginnt mit Dirck Helmer der in den Jahren 1383 und 1390 in Amsterdam vermeldet wurde. Sein Sohn Jan Helmer war Bürgermeister und Schöffe (niederländisch: Schepen) der Stadt und mit einer Frau aus dem Geschlecht der Van den Anxter verehelicht. Deren Sohn Dirck Jansz van den Anxter († 1468), Priester und Huthändler, hatte den mütterlichen Namen angenommen und war mit einer Frau aus der Familie Bicker verheiratet. Deren Sohn Mr. Pieter Meeuws Doossensz Bicker (1430–1476), im Jahre 1473 Schepen von Amsterdam, nahm den mütterlicherseitigen Familiennamen Bicker an und fungierte somit als männlicher Stammhalter der weiteren Bickers. Er war mit Aeltgen Eggert († nach 1455) aus der Familie des Willem Eggert verheiratet. Die beiden Geschlechter Helmer-Bicker und Bicker gehörten schon im 15. Jahrhundert zur städtischen Elite, so wurden Jan Dircksz Helmer im Jahre 1433 sowie Boel Jacobszn Bicker (?–1505) in den Jahren 1495 und 1497 als Bürgermeister von Amsterdam genannt.

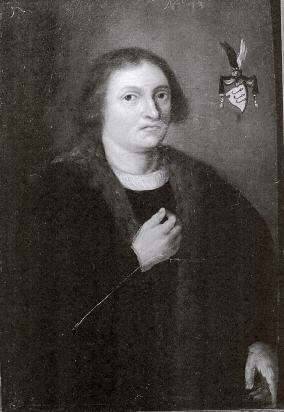
Dirk Jansz Helmer († 1468), welcher als Stammherr der 2. Linie, der weiblichen Linie des Geschlechts Bicker auftrat
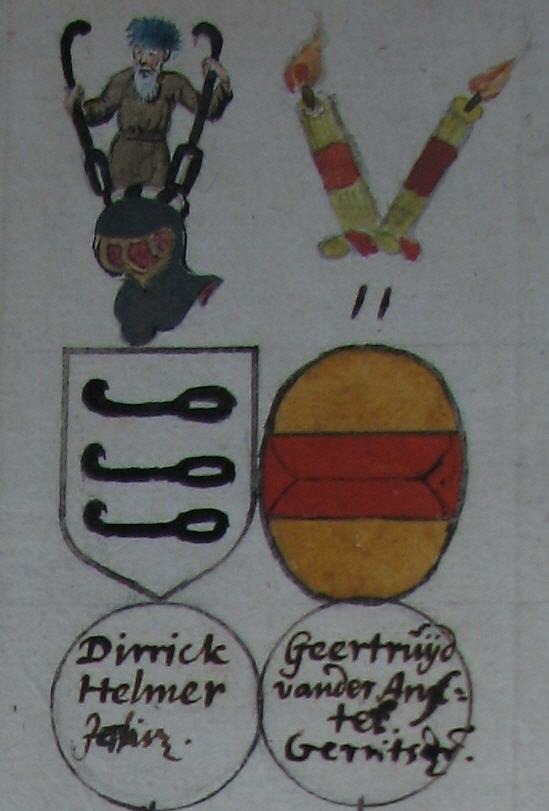
Wappen des Dirk Jansz Helmer und der Geertruijd Gerardsdr van den Anxter
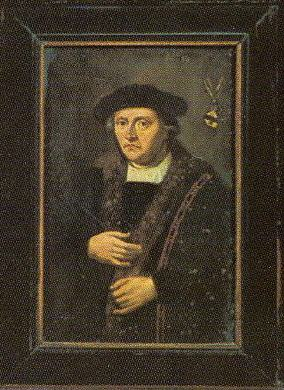
Sein Sohn Pieter Meeuws Soossensz Bicker (1430–1476)

### Politisches Erbe

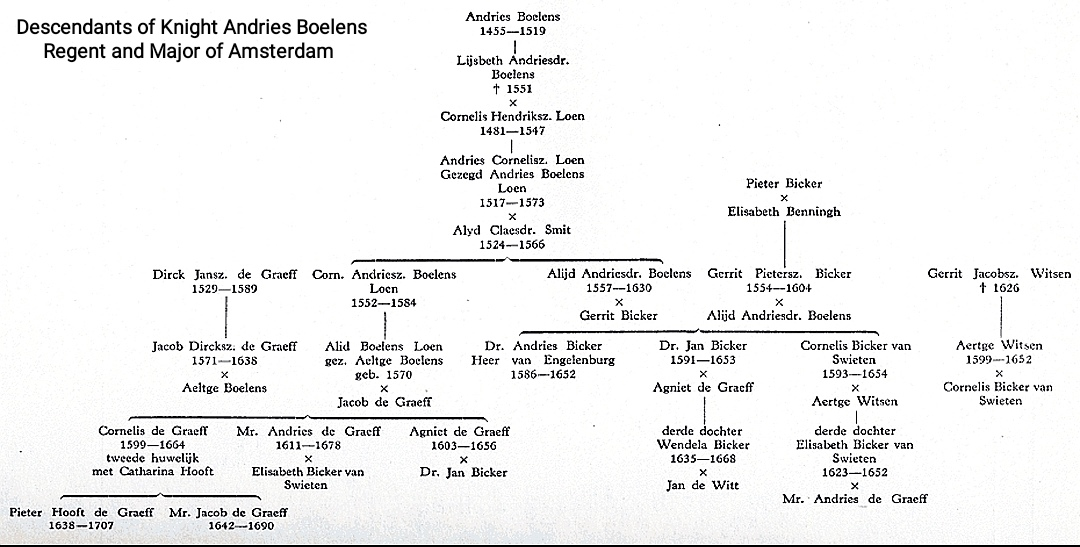
Übersicht über die maßgeblichen Familienbeziehungen der Amsterdamer Oligarchie, Abstammungen von Andries Boelens, um die Geschlechter Boelens Loen, De Graeff, Bicker (van Swieten), Witsen sowie Johan de Witt im Goldenen Zeitalter.

Die Gebrüder Andries und Cornelis Bicker sahen sich zusammen mit ihren Cousins Cornelis und Andries de Graeff als die politischen Erben der alten Regentenfamilie Boelens, deren katholisch gebliebene Hauptlinie 1647 in männlicher Linie ausgestorben war. Sie hatten von ihren Boelens-Vorfahren die sehr bedeutsamen Vornamen „Andries“ und „Cornelis“ erhalten. Wie in einer echten Dynastie heirateten im 17. Jahrhundert häufig Mitglieder der Familien Bicker und De Graeff, um ihr politisches und wirtschaftliches Kapital zusammenzuhalten. Sein großer historischer Vorfahre war Andries Boelens (1455–1519), der einflussreichste mittelalterliche Bürgermeister der Stadt. Beide Familien, Bicker und De Graeff, stammen in weiblicher Linie von Boelens ab, Er durfte fünfzehn Mal das höchste Amt in Amsterdam bekleiden.

### DieBickerse ligueim Goldenen Zeitalter

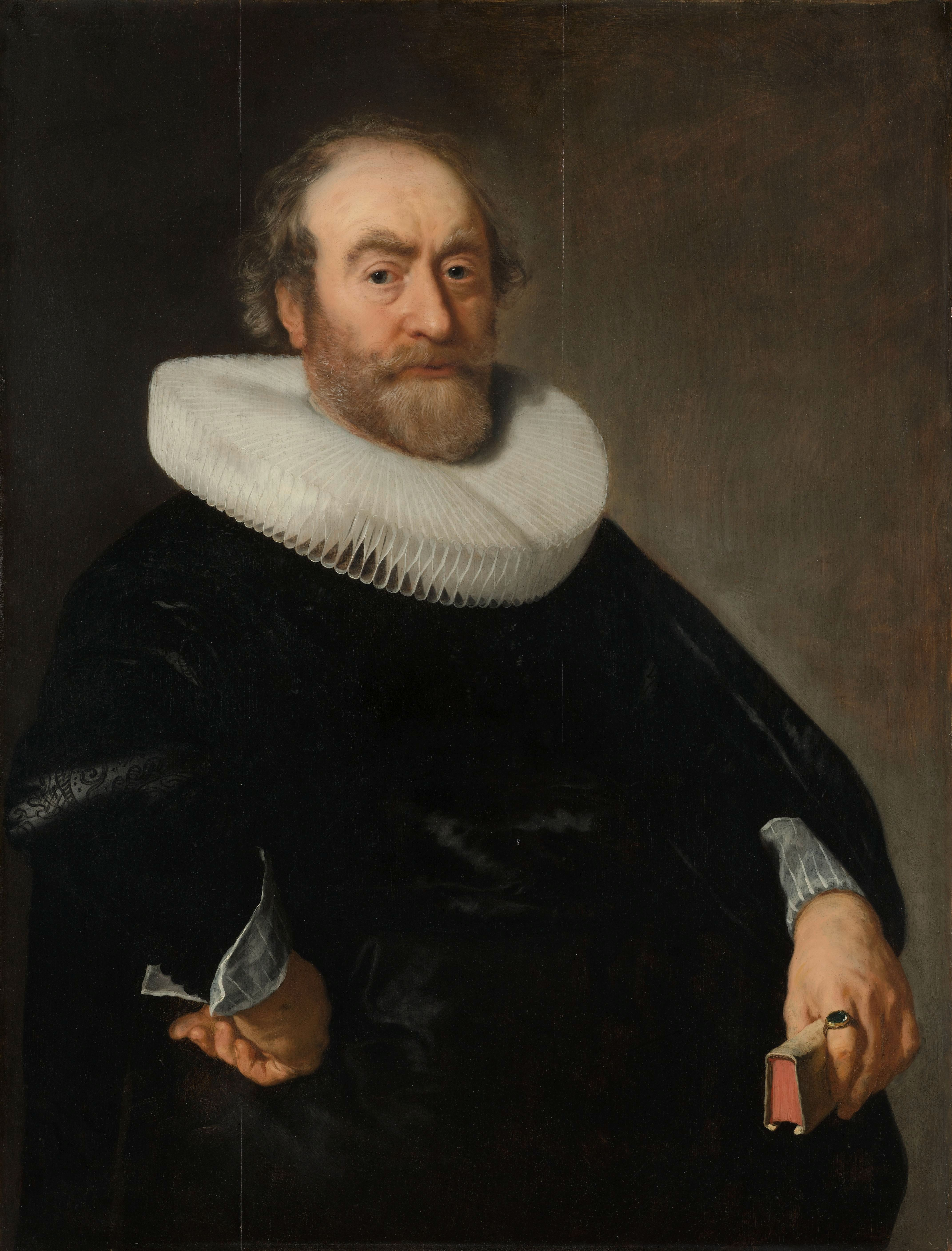
Andries Bicker, Leiter der Bickerse ligue, gemalt von Bartholomeus van der Helst (1642), Rijksmuseum

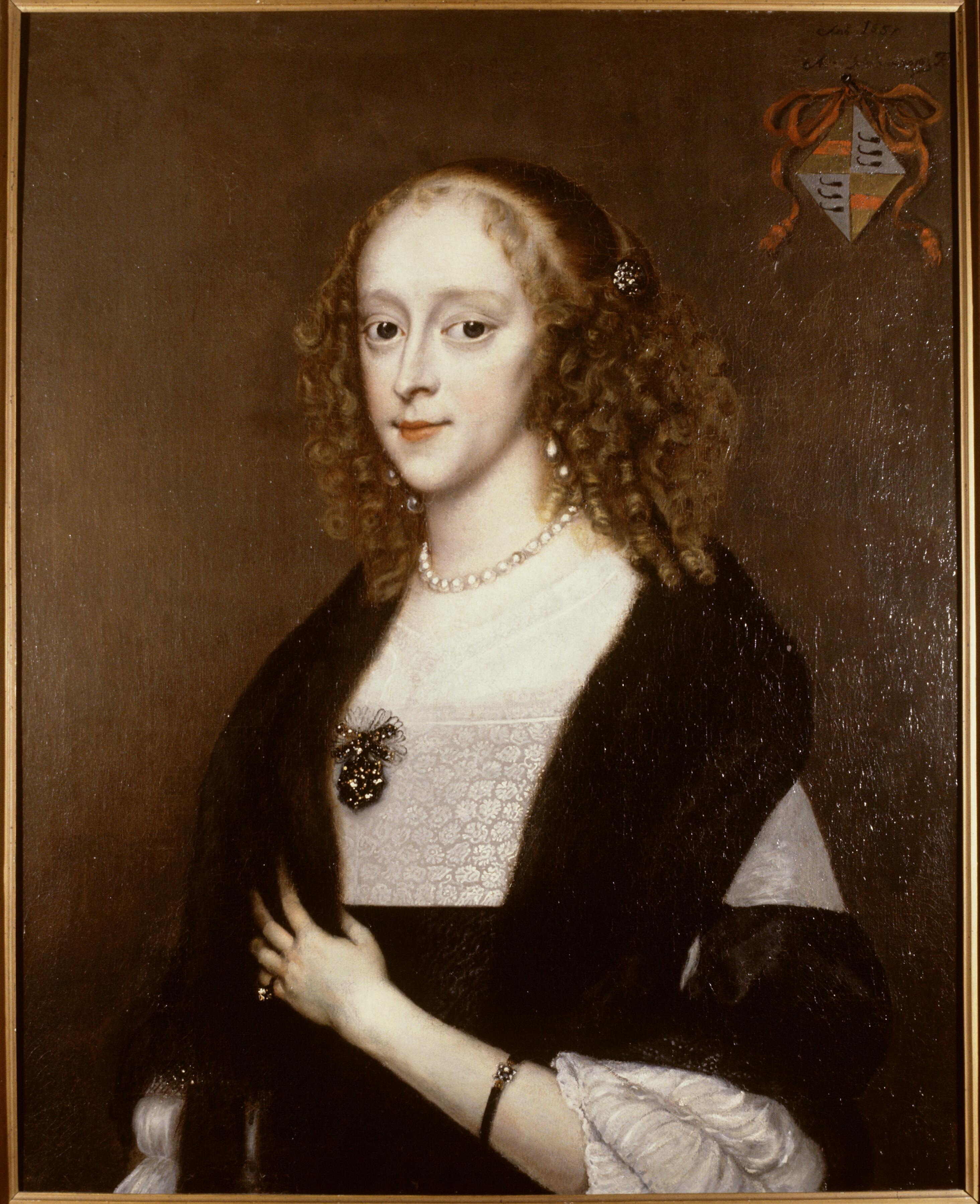
Wendela Bicker (1635–1668), Ehefrau von Johan de Witt; Porträt von Adriaen Hanneman (1659)

Die Familie Bicker war eines der wenigen Patriziergeschlechter, die vor und nach der Alteratie von Amsterdam im Jahre 1578 in der Stadtregierung saßen. Im 17. Jahrhundert unterstützten sie die Amsterdamer Remonstranten und verhalfen ihnen und schließlich sich selbst zu mehr Anerkennung. Die Familie Bicker konnte im Goldenen Zeitalter durch Heiratsverbindungen mit anderen Patrizier- und Regentengeschlechtern wie den Boelens Loen, De Graeff, Geelvinck, Hooft und Witsen schnell an Einfluss gewinnen und zu mächtigen Amtsträgern in der Stadt Amsterdam und der niederländischen Provinz Holland aufsteigen. Ein Familienmitglied, Wendela Bicker, war mit dem holländischen Ratspensionär Johan de Witt verheiratet.
Die Familie Bicker, auch die Bickerse ligue genannt, war streng protestantisch gesinnt und auf den wirtschaftlichen Aufschwung Amsterdams bedacht. Ab den späteren 1630er Jahren gelangte sie in Opposition, zu dem sich immer mehr ausbreitenden Einfluss der holländischen Statthalter aus dem Haus von Oranien-Nassau. Diese politische Gruppe umfasste 7 Mitglieder der Familie Bicker, die in dieser Zeit allesamt politische Ämter ausübten. Namentlich gehörten neben dem Leiter Andries Bicker dessen Brüder Johan, Jacob und Cornelis Bicker, weiters Andries' Sohn Gerard Bicker, sowie deren weitschichtigere Cousins, Roelof Bicker (1611–1656) und Jacob Jacobsz Bicker (1612–1676; er war auch der Ehemann von Andries' Tochter Alida Bicker) dazu.
Im Laufe der 1640er Jahre trat die republikanische Elite der Provinz Holland, die Gebrüder Andries und Cornelis Bicker, Cornelis und Andries de Graeff, sowie Jacob de Witt für eine Beendigung des Krieges mit dem spanischen Königreich Spanien sowie einer Reduzierung der Landstreitkräfte ein. Dieser andauernde Kriegszustand verhinderte das wirtschaftliche Wachstum und die gesellschaftliche Entwicklung der Vereinigten Niederlande. Ebenfalls stärkte dieser Kriegszustand die Macht des Statthalters als Oberbefehlshaber der Streitkräfte, etwas das nicht im Sinne der Republikaner war. Dies verstärkte den Konflikt zwischen ihnen und Statthalter Friedrich Heinrich von Oranien sowie den Reformierten Hollands. 1648 traten die Vereinigten Niederlande aufgrund des immensen politischen Drucks des gesamten Bicker-De Graeff Clans in Friedensverhandlungen mit Spanien, um beim Frieden von Münster den Achtzigjährigen Krieg zu beendigen. Zuerst war der Bickerse ligue auch der holländische Ratspensionär Adriaan Pauw angehörig, der diese aber im Jahre 1649 verließ. Darüber hinaus war die Bickerse ligue fundamental für die politische Unterstützung sowie Entwicklung von Johan de Witt. Nach dem Frieden von Münster sowie der Reduzierung des Heeres gestaltete sich die politische Situation des neuen Statthalters Wilhelm II. von Oranien immer schwieriger. Zu ihren politischen Gegenständer gehörten eben die Statthalter aus dem Hause Oranien-Nassau, und die Amsterdamer Geschlechter Pauw (hier vor allem Reinier Pauw), Schaep und Valckenier. Im Jahre 1650 verloren die Bickers aufgrund des Einflusses des Hauses Oranien-Nassau zeitweilig ihren Sitz in der Amsterdamer Vroedschap. Nach dem Tod der Gebrüder Andries, Johan und Cornelis Bicker konnte die Familie zu keiner geschlossenen Machtausbreitung mehr gelangen.

#### Conclusio
Während einer Zeitspanne von annähernd einem halben Jahrhundert war die Familie Bicker in der führenden Rolle in der Amsterdamer und holländischen Politik. Gemeinsam mit diversen anderen führenden republikanischen Staatsmännern war die Familie Bicker für eine Aufhebung der [oranischen] Statthalterschaft, zumindest in der Provinz Holland. Weiters beanspruchten sie den Erhalt einer [ihrer] vollen Souveränität für die örtlichen Regenten/Patrizier in den jeweiligen Provinzen und Regionen der Niederlande. Dadurch fiel auch die militärische Macht den zumeist republikanischen Stadtregenten Hollands und den niederländischen Generalstaaten zu. Ohne die fortdauernden Einmischungen des oranischen Statthalters funktionierte das republikanische System der Regenten in politischer und wirtschaftlicher Hinsicht effektiv. Die Geschlechter Bicker und De Graeff exemplarisch, trachteten in der Regierung Amsterdams den zentralistischen, autokratischen Regierungsstil der florentinischen Medici nachzuahmen.

### Nach dem Goldenen Zeitalter
Nach dem politischen Ende der Bickerse league im Jahr 1650, resp. dem Ende des Goldenen Zeitalters, dem Rampjaar 1672, konnte die Familie keine umfassende politische Machtentfaltung mehr erlangen. In der folgenden Zeit stellten sie aber noch zwei weitere Amsterdamer Bürgermeister, Hendrik Bicker (1649–1718), und dessen Sohn Hendrick Bicker (1682–1738), aus einer Nebenlinie der Mitglieder aus der Bickerse league stammend. Hendricks Bruder Jan Berend Bicker (1695–1750) war Besitzer einer Plantage in Suriname sowie Drost von Muiden, und sein Enkelsohn Jan Bernd Bicker (1746–1812) war Präsident der Batavischen Republik. Dessen Sohn Henrie Bicker (1777–1834) wurde 1815 mit dem Prädikat Jonkheer in den Neuen Niederländischen Adel eingeführt.

#### Zweig Bicker van Swieten
Dieser Familienzweig entstammte Cornelis Bicker van Swieten (1592–1654). Seine Nachkommen führten den Beinamen, welcher aus dem Besitz der Herrschaft und des Schlosses Swieten entlehnt wurde, in ihrem Namen weiter. Einige Personen, so wie Cornelis Sohn Gerard Bicker (I) van Swieten (1632–1716) welcher Rekenmeester von Holland war, erlangten eine gewisse politische Bedeutung in der Regierung Hollands. Im Jahre 1755 starb dieser Zweig aus.

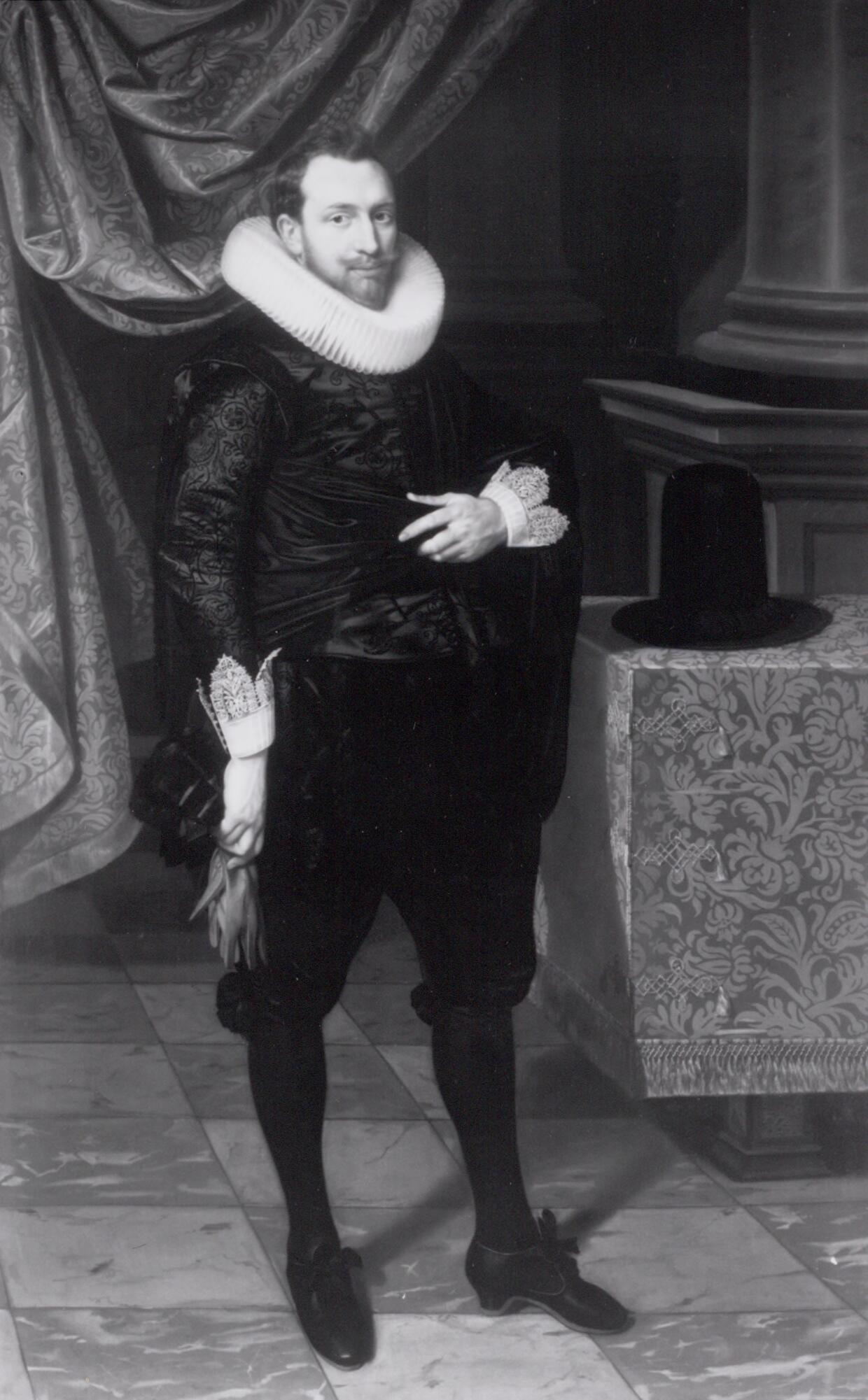
Cornelis Bicker van Swieten, gemalt im Jahre 1618 durch Cornelis van der Voort
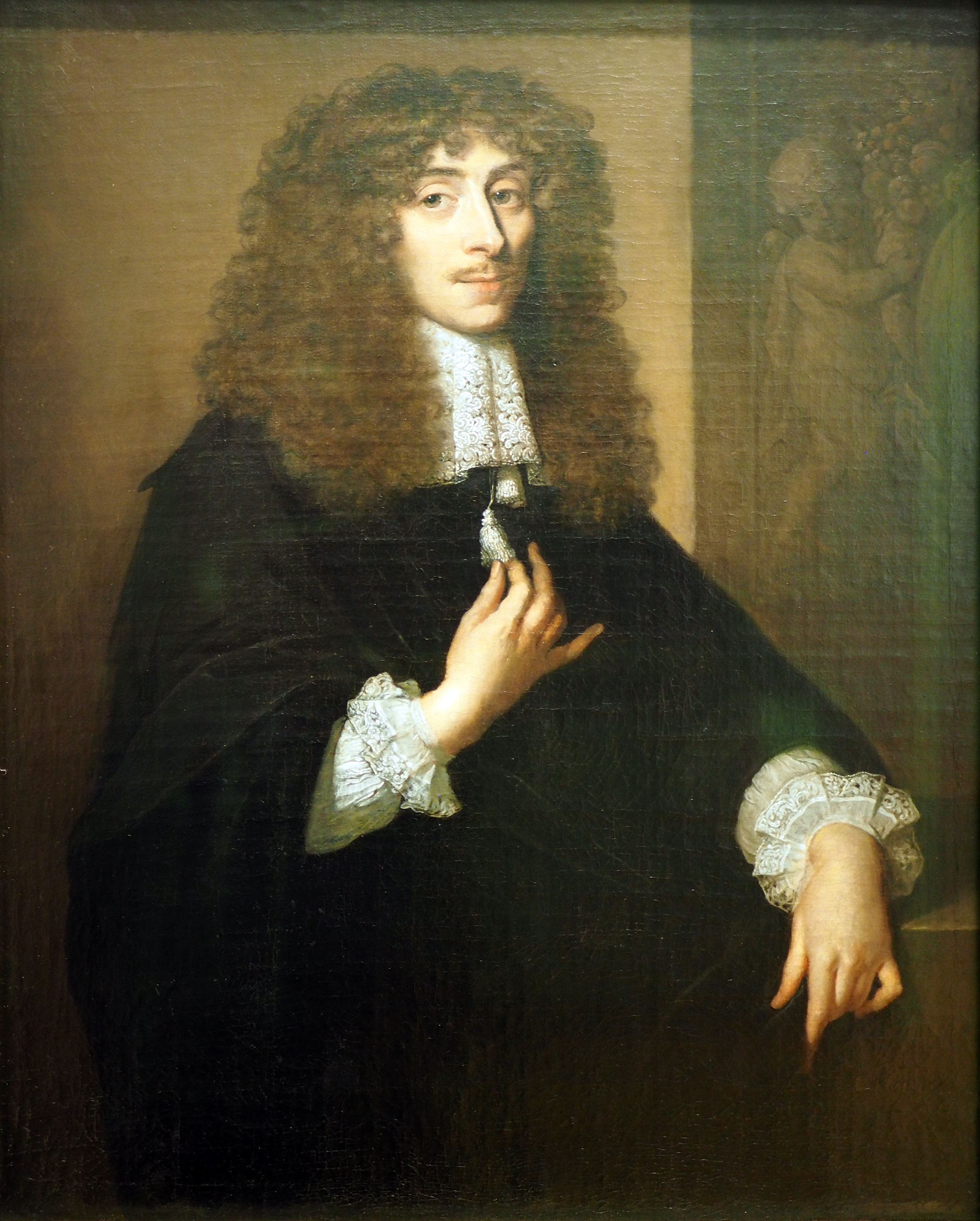
Gerard Bicker (I) van Swieten, gemalt im Jahre 1673 durch Caspar Netscher
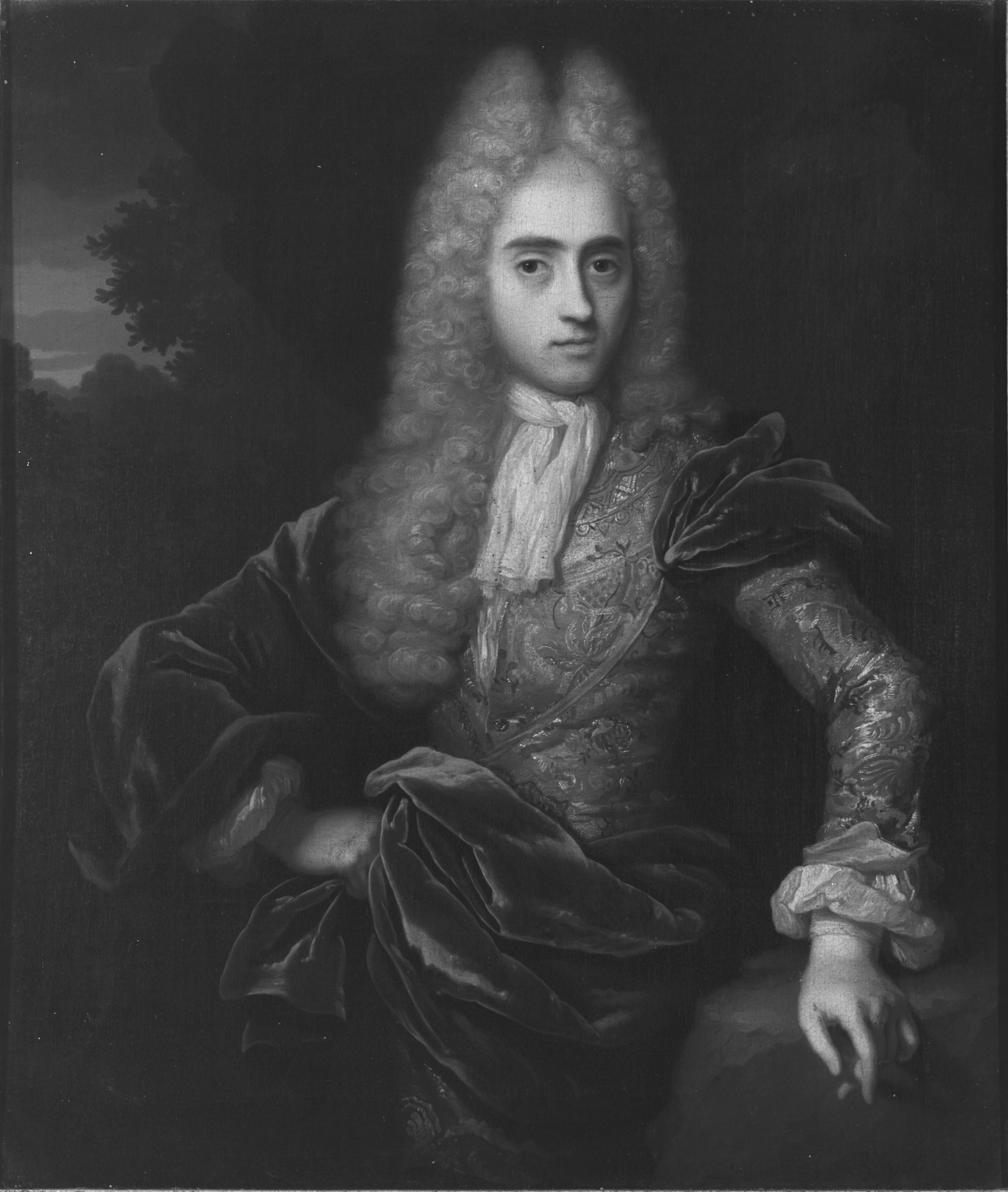
Gerard Bicker (II) van Swieten, gemalt von Arnold Boonen (2. Hälfte des 18. Jahrhunderts)

### Neuer Niederländischer Adel
Als 1815 das Königreich der Vereinigten Niederlande gegründet wurde, erhielt die Familie Bicker, in Person des Henrie Bicker (1777–1834), das Prädikat Jonkheer, und wurde somit Mitglied im Neuen Niederländischen Adel, was der niederländische Historiker und Archivar Bas Dudok van Heel so formulierte:

„In Florenz wären Familien wie Bicker und De Graeff ungekrönte Fürsten gewesen. Hier hätten sie 1815 mindestens in den Grafenstand erheben worden müssen, doch das hätte der südniederländische Adel sich nicht gefallen lassen. Was man hier bekam, blieb nichts Halbes und nichts Ganzes“

Die Familie Bicker blüht noch heutzutage.

## Stammliste (Auszug)

Stammwappen der Familie Bicker

1. Dirck Jansz (Helmer) van den Anxter († 1468), verehelichte sich mit einer Frau aus der Familie Bicker.
  1. Pieter Meeuws Doossensz Bicker (1430–1476), verheiratet mit Aeltgen Eggert (siehe Eggert); nahm den mütterlicherseitigen Familiennamen Bicker an und fungierte als männlicher Stammhalter der weiteren Bickers
    1. Pieter (Gerritsz) Bicker (1497–1567)
      1. Pieter Pietersz Bicker (1522–1585), angesehener Amsterdamer Bürger und Bierbrauer; im Jahre 1566 war Magister (?) Pieter Bicker als Amsterdams Gesandter in den Handelsstreit mit Danzig involviert;[17] Pieter Bicker wurde im Jahre 1575 wegen des Verdachts auf Verrat aus der Stadt verbannt, aber kurze Zeit später begnadigt.[18] 1576 war er gemeinsam mit Dirck Jansz Graeff als Delegierter der niederländischen Generalstaaten in Hamburg und Bremen tätig, wobei er dort für die niederländische Regierung ein Darlehen von 600.000 Gulden aufnehmen konnte.[19]
        1. Gerrit Bicker (1554–1604), Ambachtsherr von Amstelveen und Nieuwer-Amstel, Bürgermeister und Rat von Amsterdam, Gründungsmitglied und Präsident der Compagnie van Verre sowie der Niederländischen Ostindien-Kompanie (VOC)
          1. Andries Bicker (1586–1652), Herr von Engelenburg, Regent und Bürgermeister Amsterdams, Mitglied der niederländischen Generalstaaten, Präsident der Niederländischen Ostindien-Kompanie (VOC)
            1. Gerard Bicker (1622–1666), Herr von Engelenburg, Drost von Muiden
            2. Cornelia Bicker (1629–1708), ehelichte Joachim Irgens av Vestervig

          2. Jacob Bicker (1588–1647), Herr von Engelenburg, reicher Händler auf der Ostsee
          3. Johan Bicker (1591–1653), Bürgermeister von Amsterdam
            1. Wendela Bicker (1635–1668), Ehefrau von Johan de Witt
            2. Jacoba Bicker (1640–1695), heiratete ihren Cousin Pieter de Graeff

          4. Cornelis Bicker (1592–1654), Herr von Swieten, Regent und Bürgermeister Amsterdams, Präsident der Niederländischen Ostindien-Kompanie (VOC), General der niederländischen Streitkräfte
            1. Gerard Bicker (I) van Swieten (1632–1716), vrijheer von Oud-Haarlem und Kortenbosch, Herr von Swieten, Rekenmeester von Holland
              1. Gerard Bicker (II) van Zwieten (1687–1753), Bannerherr von Baronnye und der Hohen Herrschaft von Kessel, Herr von Swieten, Heikoop und Boeikoop, Rat von Amsterdam
                1. Tryntje Bicker, verheiratet mit dem US-Amerikaner Walter Hyer

              2. Cornelis Bicker (II) van Swieten

        2. Laurens Bicker (1563–1606), Admiral, Händler und Reisender in Guinea
        3. Jacob P. Bicker (1581–1626)
          1. Roelof Bicker (1611–1656), Rat von Amsterdam, Kapitän der Bürgergarde, gemalt durch Bartholomeus van der Helst
          2. Jacob Bicker (1612–1676), war mit Alida Bicker, Tochter des Andries Bicker verheiratet; Ritter, Militär im republikanischen Lager Hollands
            1. Catharina Bicker (1642–1678), heiratete Jakob de Petersen
            2. Alida Catrina Bicker (1671–1755)- aus der zweiten Ehe mit Anna Maria Scott (1651–1706) – heiratete Joan Raye (1660–1712)
              1. Joan Raye (1698–1737), Gouverneur von Suriname
              2. Jacob Bicker Raye (1710–1777), niederländischer Schreiber und Chronist; nannte sich Bicker Raye nach seiner Mutter

          3. Hendrick Jacobsz Bicker (1615–1651), gemalt durch Joachim von Sandrart
            1. Hendrik Bicker (1649–1718), Amsterdamer Bürgermeister
              1. Hendrick Bicker (1682–1738), Ambachtsheer von Amstelveen und Nieuwer-Amstel, Bürgermeister von Amsterdam
              2. Jan Berend Bicker (1695–1750), Kaufmann, Besitzer einer Plantage in Suriname, Drost von Muiden
                1. Henrie Bicker (1722–1783), gemalt durch Jean-Étienne Liotard
                  1. Jan Bernd Bicker (1746–1812), Politiker, Präsident der Batavischen Republik
                    1. Henrie Bicker (1777–1834), 1815 als Jonkheer in den Neuen Niederländischen Adel aufgenommen, Mitglied der Adelsversammlung

    2. Jacob Bicker
      1. Hendrik Jacobsz Bicker, Bürgermeister von Amsterdam (1578)

ohne Anschluss:
- Boel Jacobszn Bicker (?–1505), in den Jahren 1495 und 1497 als Bürgermeister von Amsterdam genannt

## Geschlecht Bicker Caarten

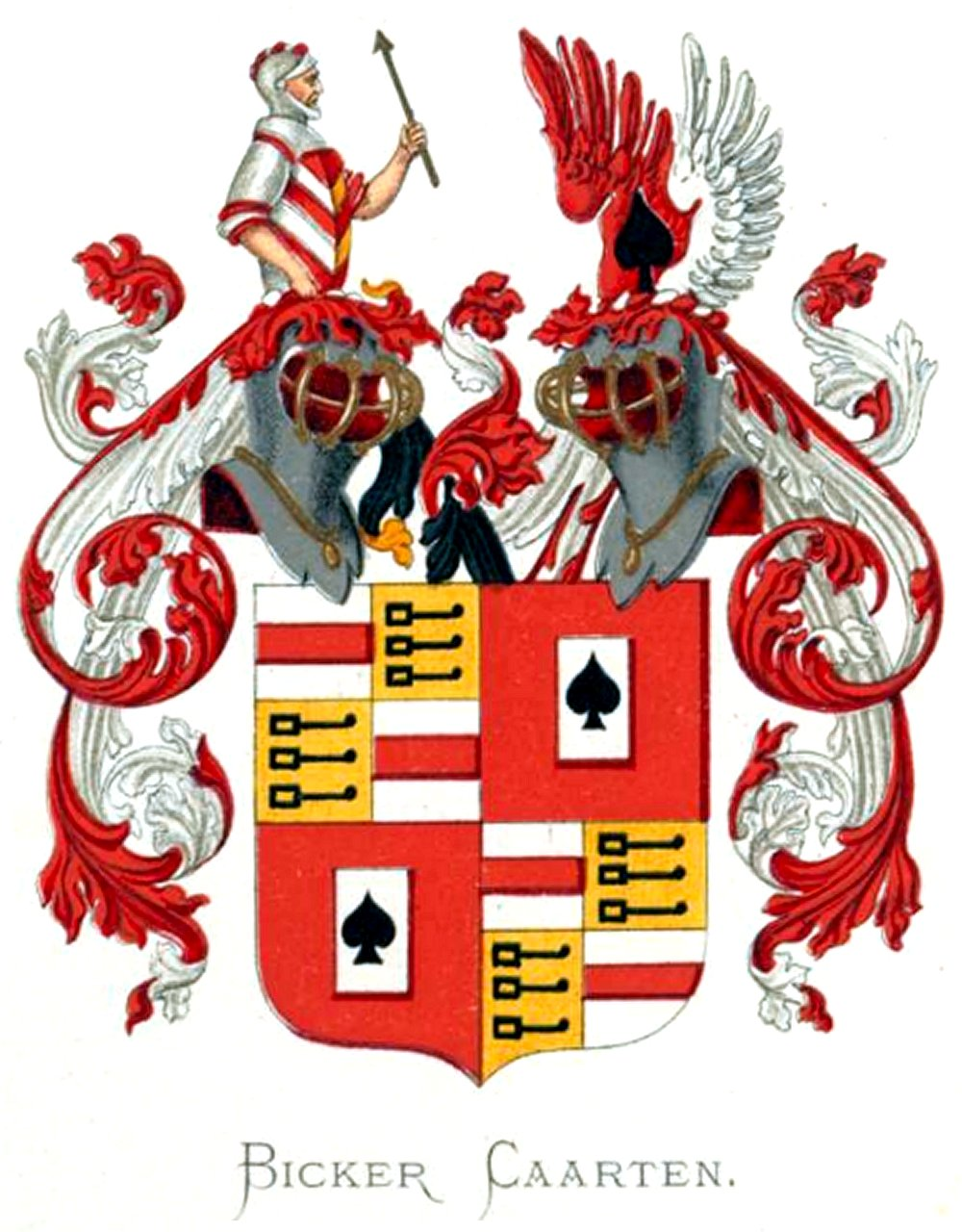
Wappen der Bicker Caarten

Die Bicker Caarten verfügt über ein Wappen, das geviert ist, und die Wappen der Bicker und Caarten zeigt. Stammherr dieser Familie ist der gebürtige Engländer Timothy Backer (* um 1585). Es ist daher unwahrscheinlich, dass sein Nachkomme Lambertus Bicker (1732–1801), Sohn des Arnold Bicker, der Familie Bicker angehörte. Jener Bicker war Arzt und Hochschulprofessor an der Illustre School, und ehelichte im Jahre 1764 Johanna Geertruida Caarten. Sein Neffe Frederik Pieter Bicker (1766–1832) stellte wegen einer Vereinbarung im Testament seines Onkels Pieter Caarten dessen Nachnamen an seinen. Frederiks Sohn Anton Bicker Caarten führte die noch heutzutage bestehende Familie weiter.
Stammlinie Bicker-Caarten:
- Arnold Bicker
  - Lambertus Bicker (1732–1801), Arzt und Hochschulprofessor an der Illustre School; ehelichte im Jahre 1764 Johanna Geertruida Caarten
    - Sein Neffe Frederik Pieter Bicker (1766–1832) stellte wegen einer Vereinbarung im Testament seines Onkels Pieter Caarten dessen Nachnamen an seinen
      - Anton Bicker Caarten

…
- Anton Bicker Caarten (1902–1990), Schreiber und Windmühlenkundiger

…

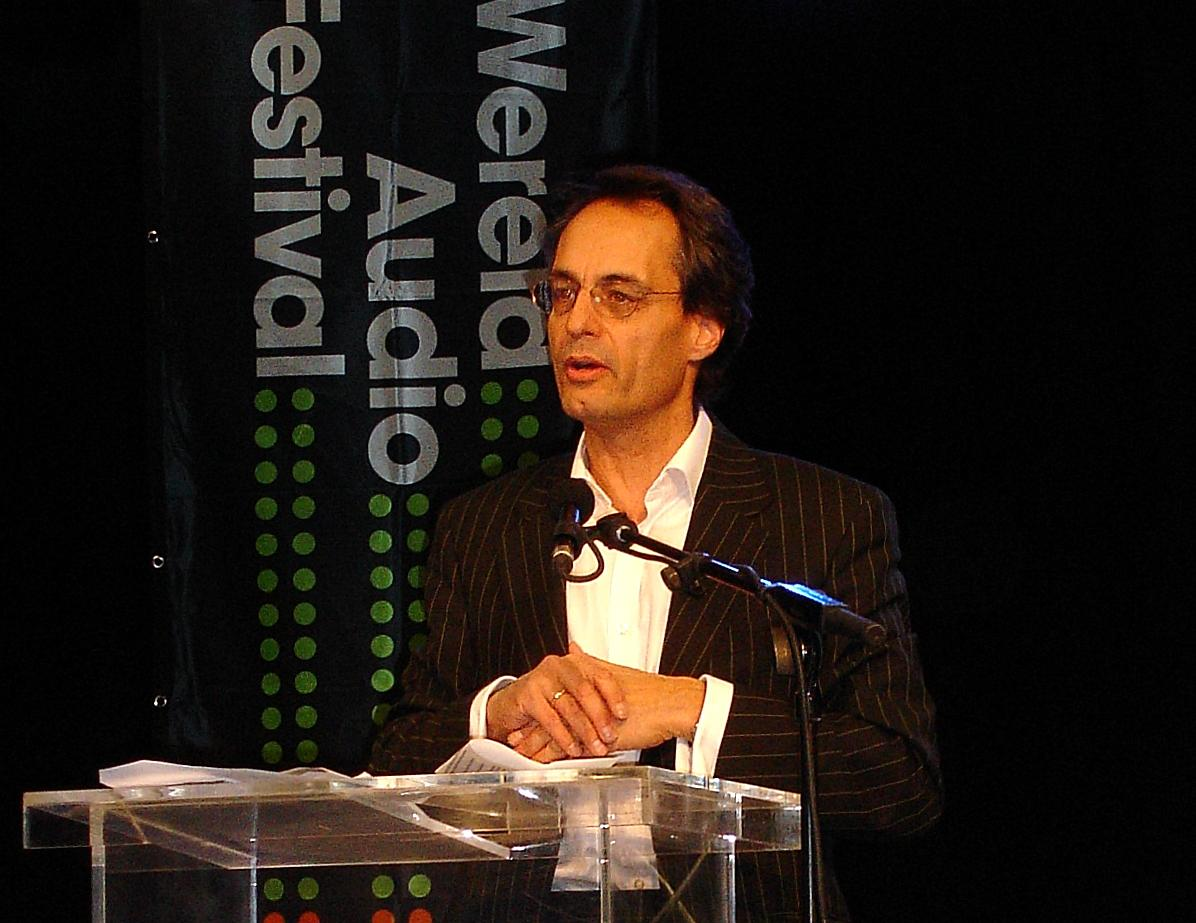
Michiel Bicker Caarten (* 1956), Medienunternehmer und Journalist

- Michiel Bicker Caarten (* 1956), Medienunternehmer und Journalist

## Information
Die Daten zu diesem Artikel wurden aus der seit 2006 bestehenden Graeff Forschung von Matthias Laurenz Gräff übernommen.